# Ruta Estatal de California 18
La Ruta Estatal de California 18 (en inglés: California State Route 18) es una carretera estatal estadounidense ubicada en el estado de California. La carretera inicia en el Sur desde la SR 210  en San Bernardino hacia el Norte en la SR 138  cerca de Pearblossom, y tiene longitud de 188,6 km (117.21 mi).

## Mantenimiento
Al igual que las autopistas interestatales, y las rutas federales y el resto de carreteras estatales, la Ruta Estatal de California 18 es administrada y mantenida por el Departamento de Transporte de California por sus siglas en inglés Caltrans.

## Cruces
La Ruta Estatal de California 18 es atravesada principalmente por la  SR 138  cerca de Crestline
SR 38  en Big Bear City
I 15  en Victorville.
| Condado | Ubicación       | Miliario                                 | Salida | Destinos                                                                             | Notas                                                                                                  |
| --- | --------------- | ---------------------------------------- | ------ | ------------------------------------------------------------------------------------ | --- |
| San Bernardino SBD T6.18-115.91                                                                                           | San Bernardino  | T6.18                                    |        | Waterman Avenue                                                                      | Continuation beyond SR 210                                                                             |
| San Bernardino SBD T6.18-115.91                                                                                           | San Bernardino  | T6.18                                    |        | SR 210 (Foothill Freeway) I 215 – Redlands, Pasadena, Los Ángeles, Riverside         | Interchange; antigua SR 30                                                                             |
| San Bernardino SBD T6.18-115.91                                                                                           | San Bernardino  | T8.26                                    |        | · SR-Bus 18 sur (Sierra Way)                                                         | Interchange; salida en sentido sur solamente                                                           |
| San Bernardino SBD T6.18-115.91                                                                                           |                 | R13.28                                   |        | Waterman Canyon Road                                                                 | Interchange                                                                                            |
| San Bernardino SBD T6.18-115.91                                                                                           |                 | R17.73                                   |        | SR 138 – Crestline                                                                   | Interchange                                                                                            |
| San Bernardino SBD T6.18-115.91                                                                                           |                 | 20.61                                    |        | SR 189 – Lake Gregory, Twin Peaks                                                    | |
| San Bernardino SBD T6.18-115.91                                                                                           |                 | 23.38                                    |        | Daley Canyon Road – Blue Jay                                                         | |
| San Bernardino SBD T6.18-115.91                                                                                           |                 | 24.71                                    |        | SR 173 – Lake Arrowhead                                                              | |
| San Bernardino SBD T6.18-115.91                                                                                           | Running Springs | 31.90                                    |        | SR 330 sur (City Creek Road) – San Bernardino                                        | Interchange                                                                                            |
| San Bernardino SBD T6.18-115.91                                                                                           | Big Bear Dam    | 44.32                                    |        | SR 38 oeste (north Shore Drive) – Fawnskin, Big Bear City                            | |
| San Bernardino SBD T6.18-115.91                                                                                           | Big Bear Lake   |                                          |        | · SR-Bus 18 norte (Village Drive)                                                    | |
| San Bernardino SBD T6.18-115.91                                                                                           | Big Bear Lake   | 49.11                                    |        | · SR-Bus 18 sur (Pine Knot Avenue)                                                   | |
| San Bernardino SBD T6.18-115.91                                                                                           | Big Bear Lake   | 51.61                                    |        | Stanfield Cutoff, Starvation Flats Road – Fawnskin, norte Shore Resorts              | |
| San Bernardino SBD T6.18-115.91                                                                                           | Big Bear City   | 53.92                                    |        | SR 38 oeste (Big Bear Boulevard) – Redlands                                          | Extremo sur de la SR 38                                                                                |
| San Bernardino SBD T6.18-115.91                                                                                           | Big Bear City   | 54.54                                    |        | SR 38 este (norte Shore Drive) – Fawnskin                                            | Extremo norte de la SR 38                                                                              |
| San Bernardino SBD T6.18-115.91                                                                                           | Lucerne Valley  | 73.78                                    |        | SR 247 – Barstow, Landers, Yucca Valley                                              | |
| San Bernardino SBD T6.18-115.91                                                                                           | Victorville     | 95.79                                    |        | BL 15 sur (7th Street)                                                               | Extremo sur de la I-15 Bus.; antigua US 66 oeste                                                       |
| San Bernardino SBD T6.18-115.91                                                                                           | Victorville     | 96.57 40.51                              |        | I 15 norte (Mojave Freeway) – Barstow                                                | Interchange; Extremo sur de la I-15; Extremo norte de la I-15 Bus.; D Street fue la antigua US 66 este |
| San Bernardino SBD T6.18-115.91                                                                                           | Victorville     | Extremo sur de la autopista en la I-15   |        |                                                                                      | |
| San Bernardino SBD T6.18-115.91                                                                                           | Victorville     | 42.03                                    | 151B   | Mojave Drive                                                                         | |
| San Bernardino SBD T6.18-115.91                                                                                           | Victorville     | 41.43                                    | 151A   | Roy Rogers Drive                                                                     | |
| San Bernardino SBD T6.18-115.91                                                                                           | Victorville     | Extremo norte de la autopista en la I-15 |        |                                                                                      | |
| San Bernardino SBD T6.18-115.91                                                                                           | Victorville     | 43.49 R96.58                             |        | I 15 sur (Mojave Freeway) – San Bernardino                                           | Interchange; Extremo norte de la I-15                                                                  |
| San Bernardino SBD T6.18-115.91                                                                                           | Adelanto        | 100.95                                   |        | US 395 – Adelanto, San Bernardino                                                    | |
| Los Ángeles LA 0.00-4.50                                                                                                  | Llano           | 4.50                                     |        | SR 138 (Pearblossom Highway, Antelope Highway) – San Bernardino, Palmdale, Lancaster | |
| 1.000 mi = 1.609 km; 1.000 km = 0.621 mi Cerrada/Antigua • Terminal concurrente • Acceso incompleto • Propuesta/Sin abrir |                 |                                          |        |                                                                                      | |

1. 1 2 3 4  Indica que el miliario representa la distancia de la I-15 en vez de la SR 18.